# Susanne Kowarc
Susanne Kowarc (geb. 1968) ist eine österreichische Zeithistorikerin und Autorin, die zur Geschichte des Nationalsozialismus in Österreich gearbeitet hat.

## Tätigkeiten
Susanne Kowarc schloss ihr Studium 1993 als Magistra an der Universität Wien mit einer Diplomarbeit zum Thema Reintegration von NS-Verfolgten in die österreichische Nachkriegsgesellschaft ab.
Sie gehörte zu den wissenschaftlichen Mitarbeitern der vom DÖW im Auftrag des Bundesministeriums für Inneres organisierten Ausstellung 1938. NS-Herrschaft in Österreich anlässlich des 60. Jahrestags des "Anschlusses" Österreichs an das Deutsche Reich im März 1938 und der Errichtung des KZ Mauthausen im August 1938. Zusammen mit dem Historiker Rudolf Kropf von der Johannes Kepler Universität Linz erarbeitete sie den Themenkomplex Nationalsozialistische Architektur und Stadtplanung. Die Ausstellung war in Wien und lange Zeit in der Gedenkstätte KZ Mauthausen zu sehen.
Kowarc forschte zur Geschichte der Vertreibung jüdischer Mieter aus ihren Wohnungen in Wien zwischen 1938 und 1945 und ist Mitverfasserin der von der Österreichischen Historikerkommission im Jahr 2000 veröffentlichten Berichte "Arisierung" und Rückstellung von Wohnungen in Wien. Ein weiterer zeithistorischer Schwerpunkt ist die Entnazifizierung nach 1945.
Susanne Kowarc ist außerdem nach eigenen Angaben als staatlich geprüfte Fremdenführerin für Österreich ("Austria Guide") und selbständige Reiseleiterin tätig.

## Schriften
- Susanne Kowarc, Robert Holzbauer: Kündigungsgrund: Nichtarier, Verlag Österreichisches Volkshochschularchiv, Wien 2001, ISBN 978-3-902167-04-0.
  - Susanne Kowarc: Die Vertreibung jüdischer Mieter aus den Wiener Gemeindebauten in den Jahren 1938 und 1939. In: Beiträge zur Geschichte und Gegenwart des IX Bezirks, Ausstellung Kündigungsgrund: Nichtarierer im Heimatmuseum Alsergrund, 1998, AU ISSN 0017-9809 (PDF).
- Susanne Kowarc: Kurt Hacker 1920 – 2001: Ein Wiener Vorstadtkind. In: auschwitz information, Institut für Sozial- und Wirtschaftsgeschichte, Johannes Kepler Universität Linz, 55. Ausgabe, Dezember 2001.
- Susanne Kowarc, Georg Graf, Eva Blimlinger, Brigitte Bailer-Galanda: "Arisierung" und Rückstellung von Wohnungen in Wien. Die Vertreibung von jüdischen Mietern und Mieterinnen aus ihren Wohnungen und das verhinderte Wohnungsrückstellungsgesetz. Hrsg. Österreichische Historikerkommission, Band 14, Böhlau Verlag, Wien 2000, ISBN 978-3-205-78240-7.
  - 2004 im Oldenbourg Wissenschaftsverlag, ISBN 978-3-486-56776-2.
- Susanne Kowarc: Zum Projekt »Die Rolle der österreichischen Sicherheitsverwaltung bei der Wiederherstellung eines demokratischen und  unabhângigen Staates nach 1945«. In: Claudia Kuretsidis-Haider, Winfried R. Garscha (Hrsg.): Keine »Abrechnung«; NS-Verbrechen, Justiz und Gesellschaft in Europa nach 1945. Akademische Verlagsanstalt, Leipzig/Wien 1998, ISBN 978-3-931982-06-5, S. 307–313.
- Kurt Hacker, Susanne Kowarc: Die Reintegration von NS-Verfolgten in die österreichische Nachkriegsgesellschaft, unveröffentlichte phil. Diplomarbeit, Universität Wien 1993.